# ホルストマール
ホルストマール (ドイツ語: Horstmar,  [ˈhɔrstmar], 低地ドイツ語: Stemmert) は、ドイツ連邦共和国ノルトライン＝ヴェストファーレン州ミュンスター行政管区のシュタインフルト郡に属す市である。同州北西部のミュンスター近郊に位置している。この街は2012年7月24日から公式に「シュタット・デア・ブルクマンスヘーフェ」（城吏の館の都市）と称している。

## 地理

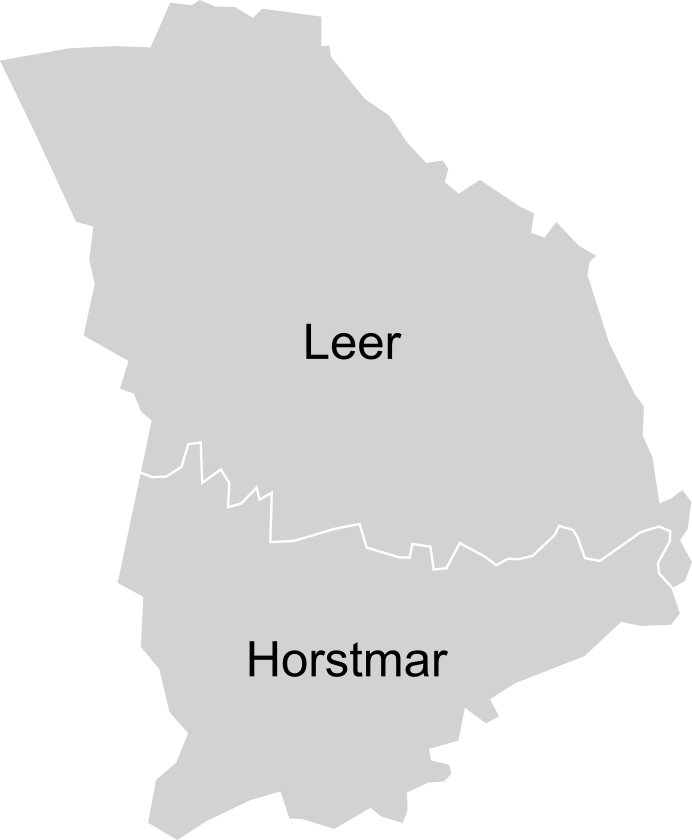
ホルストマールの地区図

### 位置
ホルストマールは、ミュンスターラントの一部であるブルクシュタインフルター・ラントに位置している。北に位置する郡庁所在地シュタインフルトまでの距離は約 10 km、南のミュンスターまでは約 30 km、北西に位置するオランダとの国境の街グローナウまでも約 30 km である。

### 隣接する市町村
ホルストマール市は西から時計回りに、シェッピンゲン（ボルケン郡）、メテレン、郡庁所在地シュタインフルト、ラール（いずれもシュタインフルト郡）、ローゼンダール（コースフェルト郡）と境を接している。

### 市の構成
ホルストマールには、1969年まで独立していたレール地区 (Leer) が含まれる。現在のホルストマール市区には農場集落アルスト、ハルテルン、ニーデルン、オステンドルフ、シャゲルンが含まれる。

## 歴史

### 中世
9世紀にホルストマール城が建設され、11世紀初めにはヴェルデン修道院が土地台帳に初めて記録されている。ホルストマール市は城砦の南に建設された。おそらくホルテ家の傍流にあたるホルストマール家は、1092年にカッペンベルク伯の封臣として初めて記録されている。ホルストマール家の中では、十字軍の騎士ベルンハルト・デア・グーテが知られている。その甥で後継者のオットー・フォン・ホルストマール（1227年 - 1246年）はアーデルハイト・フォン・アーハウスとの結婚によりアーハウスの領主権を獲得した。しかしその死後アーハウスの領主権は再びホルストマールから分離され息子のベルンハルトのものとなり、一方ホルストマールは1251年に娘のベアトリクスが相続した。彼女はリートベルク伯フリードリヒと結婚した。リートベルク伯は争ったものの、ミュンスター司教のレーエン領主権を認めざるを得ず、1269年にホルストマールの領主権と城はミュンスター司教領に売却された。これによりホルストマールの領主権は、司教領政府のアムト・ホルストマールに改編された。

### 近世
ホルストマール城は16世紀になるまでミュンスター司教のお気に入りの館であった。この城は、15世紀以降はシュタインフルト伯に対する国境の要塞に強化されていた。この街には都市権と自由権が与えられ、16世紀には司教の宮廷裁判所がホルストマールに置かれたこともあった。
三十年戦争でこの城は、1635年にヘッセンの司令官カール・フォン・ラーベンハウプトの命令により破壊された。アムト・ホルストマールは、1803年の帝国代表者会議主要決議に基づきザルム家の分家のものとなった。この地域は、1806年にベルク大公国に併合されるまで、ザルム＝ホルトマール伯領として独立した領邦であった。この地域は、1815年にプロイセンの陪臣領となった。19世紀から20世紀にホルストマールは繊維産業の重要な所在地となったが、その衰退は街に重大な衝撃を与えた。

### 市町村合併
1938年10月1日に、キルヒシュピール・ホルストマールがホルストマール市に合併した。1969年7月1日にレールがこれに加わった。

## 行政

### 議会
ホルストマールの市議会は、22人の市会議員と市長で構成されている。

### 紋章
図柄: 地は銀色と青色で格子状に四分割。その上に、直立して、金の爪を見せ、金の冠をかぶった赤い獅子が描かれている。
市の印象に4世紀から描かれている獅子はホルストマール貴族家の紋章に由来し、17世紀からホルストマール市の紋章動物となっている。レールの印章からは四分割の地が採られている。ホルストマールは1939年からこの紋章を使用している。

### 姉妹都市
ホルストマール市は1991年から2018年までオランダのズトフェンの衛星都市であるワルンスヴェルトと姉妹都市関係にあった。ズトフェン市は2018年に緊縮財政措置の一環としてこの関係を解消することを発表した。

## 文化と見所

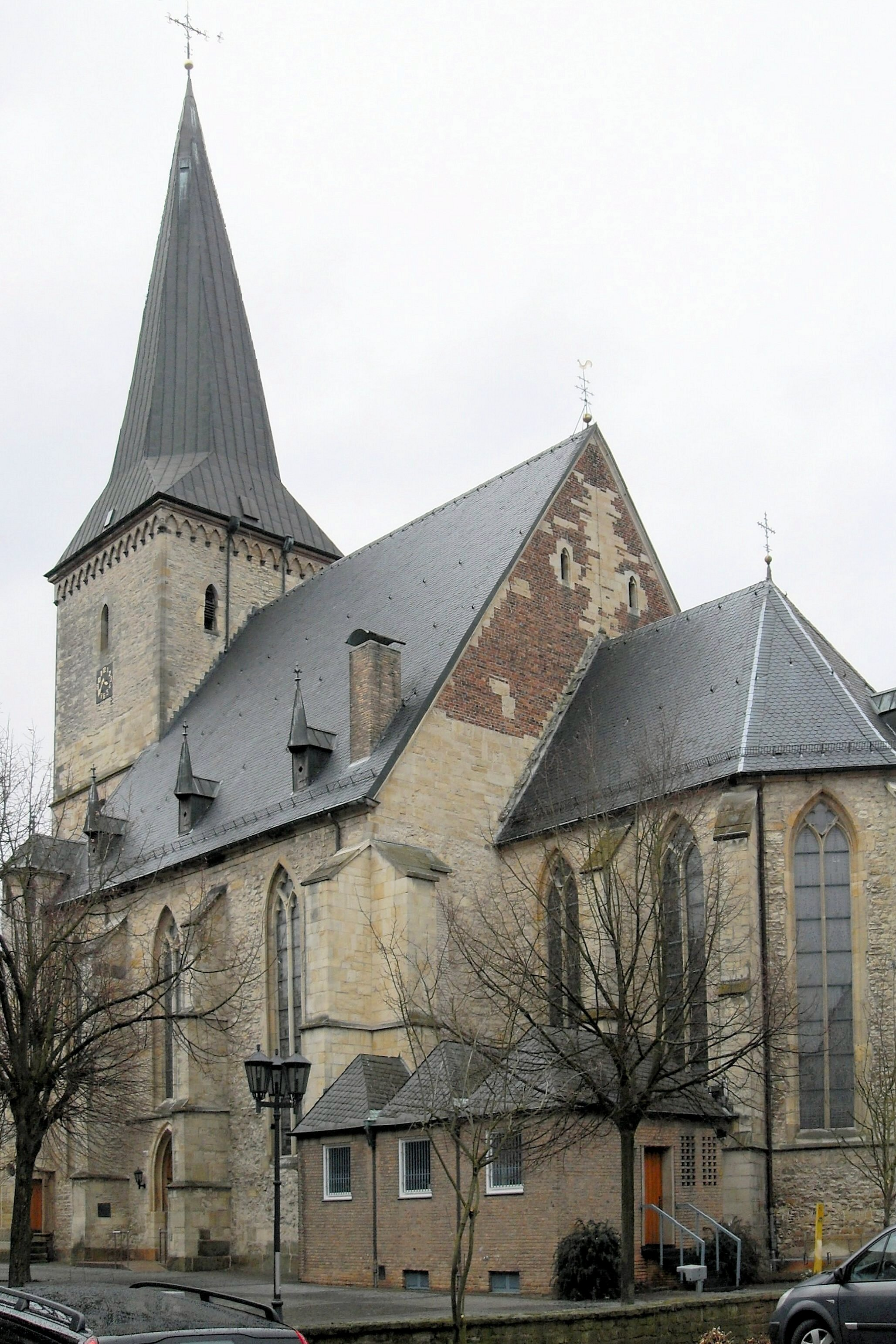
聖ゲルトルート教会

本市の歴史的な中核市部はほぼ正方形で、8つのブルクマンスホーフ（城吏の館）に囲まれていた。このうち、ミュンスターホーフ、メルフェルター・ホーフ、ボルヒホルスター・ホーフ、ゼンデンホーフの4つが遺されている。ヴァルケンホーフは地下階だけが遺されている。城吏の館の建設は11世紀にまで遡る。いずれの館も何度も改修がなされ、現存する最も古いものは16世紀に建造された。
都市としての自信の表れが、聖ゲルトルート教会（14世紀初め）と1571年建造の旧市庁舎である。市庁舎は、荒石の壁の上にレンガ造りの建物が載っている。1963年の市政改革後この建物は徹底的に改修がなされ、現在は会議場および結婚式場として利用されている。
市の郊外には1217年に最初の記録が遺る、ショルレマー＝アルスト家の居館であるハウス・アルストがある。保護文化財に指定されている聖アントニウス修道院礼拝堂も見応えがある。
- ミュンスターホーフ
- メルフェルター・ホーフ
- ゼンデンホーフの門
- ハウス・アルスト

## 経済と社会資本
ミュンスターラントの繊維産業の構造変化は、ホルストマールは当時ヨーロッパ最大の靴下メーカーであったシュルテ & ディークホフの本社所在地として直接関係していたが、その経済にほとんど影響なく存続した。当時の製造所や倉庫は現在様々な用途に転用された。たとえば、シュミッツ＝カーゴブル AG は管理棟を取得し、そこに立派な企業センターを設立した。

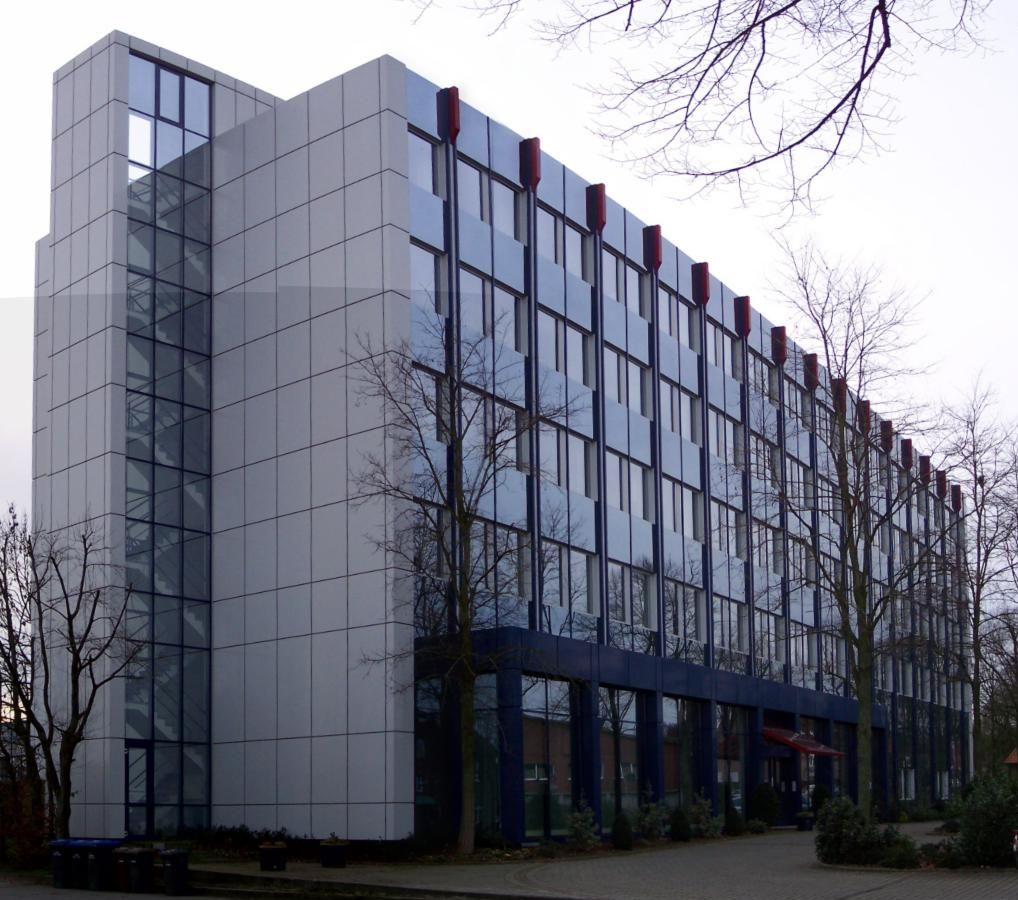
シュミッツ＝カーゴブル AG

本市は、両市区にそれぞれ商工業地区を有しており、その面積は合わせて約 27 ha である。
ホルストマールには、以下の有名企業が存在する:
- コッペンラート印刷 KG 配送
- レヴェンタ GmbH & Co. KG 合成樹脂加工業
- シュミッツ・カーゴブル

### 交通
ホルストマールは州道 L579号線経由で、オランダ国境のグローナウとヴィースバーデンとを結ぶ連邦道 B54号線に接続する。さらに、北海沿岸地方とルール地方とを結ぶアウトバーン A31号線や A1号線にも通じている。北に位置する郡庁所在地のシュタインフルトへは、州道 L580号線を用いれば車で約 10分で到着できる。東のミュンスター/オスナブリュック空港は約 35 km 離れており、車で 40分ほどである。
ホルストマールは、自転車道「100城ルート」や「歴史的中核市区自転車道」沿いに位置する。
ホルストマールでは、バス路線 570（ミュンスター - ウィンタースウェイク）および R81（シュタインフルト - コースフェルト）が公共旅客近郊交通を担っている。両路線とも日中は1時間おきに運行されており、ラッシュ時には便数が多い。週末には夜行バス N6 が運行される。

## 人物
- ブルクハルト・フォン・ショルレマー＝アルスト（1825年 - 1895年）19世紀後半の政治家